# Caricosipha paniculatae
Caricosipha paniculatae är en insektsart som beskrevs av Carl Julius Bernhard Börner 1939. Enligt Catalogue of Life ingår Caricosipha paniculatae i släktet Caricosipha och familjen långrörsbladlöss, men enligt Dyntaxa är tillhörigheten istället släktet Caricosipha och familjen borstbladlöss. Arten är reproducerande i Sverige. Inga underarter finns listade i Catalogue of Life.